# Терещенко Олексій Миколайович
Олексій Миколайович Терещенко (пол. Ołeksij Tereszczenko; нар. 20 січня 1963, Єрмак, Казахська РСР) — радянський, український та польський футболіст та тренер, виступав на позиції захисника та півзахисника. У 2003 році змінив спортивне громадянство з українського на польське.

## Клубна кар'єра
Футбольну кар'єру розпочав у складі черкаського «Дніпра», також на аматорському рівні захищав кольори полтавського «Колгопника» та Лубен. З 1983 по 1985 рік проходив військову службу в київському СКА, після цього став гравцем херсонського «Кристалу». Також на правах оренд виступав у новокаховській «Енергії», яка виступала в аматорських змаганнях. У 1989 році захищав кольори криворізького «Кривбасу». У 1990 році підсилив ризьку «Даугаву», наступного року короткий період часу виступав в аматорських клубах «Таврія» (Цюрюпинськ) та «Авангард» (Кіровськ). Після цього виїхав до Польщі, де вступав у клубах «Сталь» (Мелець) та «Олімпія» (Познань). У сезоні 1995/96 років вступав у чеському клубі СІНОТ. З 1996 по 1999 рік захищав кольори «Дискоболії». У 2002 році повернувся до України, де підписав контракт з друголіговим «Кристалом». У складі херсонців зіграв 2 матчі в чемпіонаті України та 1 — у кубку України. З 2003 по 2009 рік виступав у клубах «Сокол» (Раконевіце) та «Промінь» (Опалениця). У сезоні 2011/12 років провів 2 поєдинки за «Полонія» (Лешно).

## Кар'єра тренера
Ще будучи гравцем «Сокола» (Раконевіце) та «Променя» (Опалениця) (друга команда) виконував у клубах функції тренера. З 2010 по 2013 рік працював селекціонером голландської «Лехії». З липня 2011 по січень 2013 року був головним тренером «Полонії» (Лешно). З 2013 року працював селекціонером клубу «Завіша» (Бидгощ). У 2015 році обіймав аналогічну посаду в нижчоліговому клубі «Олімпія» (Ковари), а з 13 липня 2016 року став головним тренером цієї команди.

## Статистика виступів
| Рік                   | Матчі | Голи | Хвилин | Клуб                     |
| --------------------- | ----- | ---- | ------ | ------------------------ |
| Екстракляса 1991/92   | 28    | 1    | –      | «Сталь» (Мелець)         |
| Екстракляса 1992/93   | 25    | 0    | –      | «Сталь» (Мелець)         |
| Екстракляса 1993/94   | 32    | 0    | –      | «Сталь» (Мелець)         |
| Екстракляса 1994/95   | 21    | 0    | 1 822  | «Олімпія» (Познань)      |
| 1995/96               | 25    | 0    | 2 089  | СІНОТ (Угерске Градіште) |
| Екстракляса 1997/98   | 18    | 0    | –      | «Дискоболія»             |
| Загалом у Першій лізі | 149   | 1    | –      |                          |

## Досягнення
- Друга ліга чемпіонату СРСР
  -  Срібний призер (1): 1990